# Флет асемблер
Флет асемблер (Flat assembler) је ефикасан, самоасемблујући 80x86 програмски језик асемблер за DOS, Microsoft Windows и Гну-Линукс оперативне системе. Тренутно подржава све 8086-80486/Пентијум инструкције са MMX, SSE, SSE2, SSE3, и 3DNow! додацима. Може произвести бинарни излаз, као и MZ, PE, COFF, или ELF формате. Укључује моћне, али лаке за употребу, макроинструкције и ради вишеструке пролазе за оптимизацију величине кода. Написан је у програмском језику асемблер.